# Аршак III
Аршак III (арм. Արշակ Գ, др.-греч. Ἀρσάκης, парф. 𐭀𐭓𐭔𐭊) — царь Великой Армении в 378—389 годы.
Старший сын царя Папа, который вместе со своим братом Вагаршаком, умершим вскоре, был поставлен римским императором Феодосием I Великим править Арменией. Однако вскоре и Феодосий умер, разделив свою империю между сыновьями: Гонорию перешла западная часть империи и собственно Рим, а Аркадию — Византия.
Эти перемены сильно отразились на судьбе Великой Армении. Пользуясь слабостью Аршака, император Аркадий подписал с персидским царём Шапуром III договор о разделе Армении между собой. Аршак не пожелал остаться в восточной, принадлежащей языческой Персии части страны и перебрался в её западную, византийскую часть. Вместе с Аршаком туда же перебрались и все нахарары-христиане.
Обеспокоенный этим, Шапур поставил царём своего удела христианина Хосрова IV из рода Аршакидов. Это привлекло бежавших нахараров. Они стали возвращаться на свои земли. Аршак вскоре умер. Он — последний Аршакид в Западной Армении.